# Никулин, Пётр Иванович
Пётр Иванович Никулин (1921—1975) — сержант Рабоче-крестьянской Красной Армии, участник Великой Отечественной войны, Герой Советского Союза (1945).

## Биография
Пётр Никулин родился 11 января 1921 года в деревне Мокрые Нивы (ныне — Велижский район Смоленской области). После окончания начальной школы работал сначала в колхозе, затем штукатуром в Ленинграде. В 1940 году Никулин был призван на службу в Рабоче-крестьянскую Красную Армию. Окончил полковую школу. С начала Великой Отечественной войны.
К январю 1945 года сержант Пётр Никулин командовал орудием 507-го армейского истребительно-противотанкового артиллерийского полка 5-й ударной армии 1-го Белорусского фронта. Отличился во время освобождения Польши. 30 января 1945 года во время боя за посёлок Фридеберг (ныне — Стшельце-Краеньске) расчёт Никулина огнём своего орудия подавил все немецкие огневые точки, а затем ворвался непосредственно в сам посёлок. В ходе дальнейшего наступления расчёт Никулина в числе первых переправился через Одер и принял активное участие в боях за захват и удержание плацдарма на его западном берегу, отразив девять немецких контратак. В разгар боя Никулин единственный остался в строю из всего расчёта, сам был ранен, но продолжал сражаться, уничтожив 2 танка и 1 самоходное артиллерийское орудие.
Указом Президиума Верховного Совета СССР от 24 марта 1945 года за «образцовое выполнение заданий командования и проявленные мужество и героизм в боях с немецкими захватчиками» сержант Пётр Никулин был удостоен высокого звания Героя Советского Союза с вручением ордена Ленина и медали «Золотая Звезда» за номером 7346.
После окончания войны Никулин был демобилизован по инвалидности. Проживал и работал в Сибири, на Дальнем Востоке. Скончался 31 июля 1975 года, похоронен Магадане на Марчеканском кладбище. Могила долгое время считалась утерянной, лишь в 2005 году она была обнаружена, и на ней был установлен памятник.
Был также награждён орденом Отечественной войны 2-й степени и рядом медалей.